# تاتسوشی کویاناگی
تاتسوشی کویاناگی (انگلیسی: Tatsushi Koyanagi؛ زادهٔ ۷ فوریهٔ ۱۹۹۰) بازیکن فوتبال اهل ژاپن است.